# Landolphia hirsuta
Landolphia hirsuta là một loài thực vật có hoa trong họ La bố ma. Loài này được (Hua) Pichon mô tả khoa học đầu tiên năm 1953.